# Mission Malleson
Intervention alliée pendant la guerre civile russe
La mission Malleson, faisait partie de l'intervention alliée en Russie après la révolution d'Octobre. Elle est menée par une petite force autonome de troupes britanniques, commandée par le général Wilfrid Malleson (en), opérant contre les bolcheviks sur de grandes distances en Transcaspienne (partie de l'Empire russe  correspondant à l'actuel Turkménistan) entre 1918 et 1919. 

## Contexte
En 1918, le Turkestan russe était plongé dans le chaos. Le Soviet de Tachkent (en), mis en place par les bolcheviks, était attaqué par divers groupes, y compris les cosaques, qui avaient revendiqué l'indépendance de leurs régions respectives. De plus, il y avait des relations entre les forces blanches russes et les Britanniques. Géopolitiquement, du point de vue britannique, la région les intéressait en raison de sa proximité avec l'Inde britannique et la Perse et de leur sphère d'influence générale. Lorsque la Russie restait un allié, ce n'était pas un problème pour les Britanniques, mais avec la révolution bolchevique de 1917, cela le devint. Pour ajouter à la situation complexe, environ 28 000 soldats allemands et autrichiens se trouvaient dans la région en tant que prisonniers de guerre.

## La mission

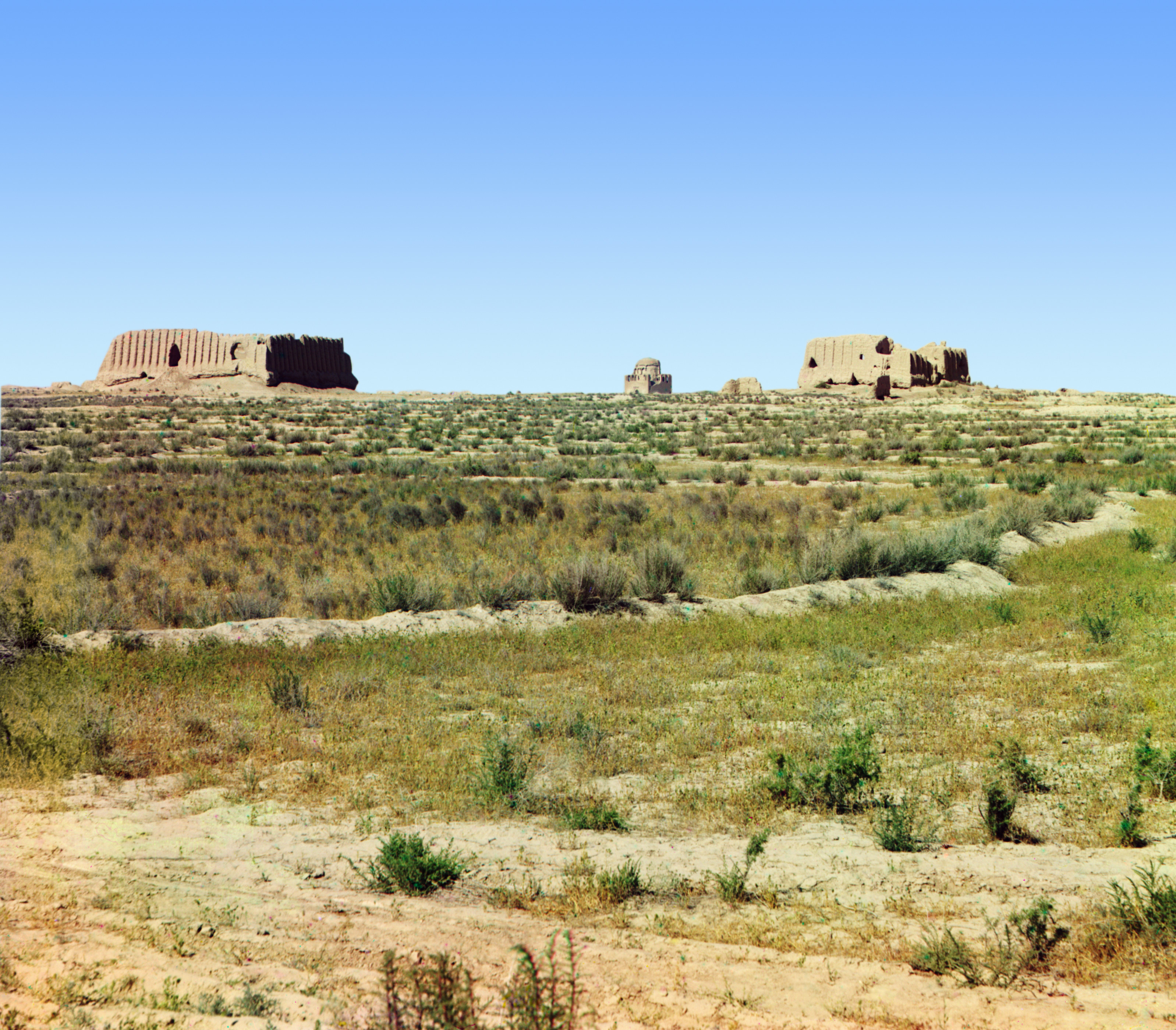
Bâtiments en adobe dans les plaines désertiques de l'ancienne Merv, Turkménistan.

Préoccupé par les bolcheviks et l’activité militaire allemande et turque, le gouvernement britannique a décidé d’envoyer, depuis l'Inde, un corps expéditionnaire commandé par le général Wilfrid Malleson (en) dans la région. Sa mission visait à « combattre la propagande allemande et turque et les tentatives d'organiser des hommes, des chemins de fer et des ressources pour aider des entreprises hostiles, des agressions ou des opérations actives contre nous ou nos alliés. »
Malleson a chargé Reginald Teague-Jones (en) d’établir un contact préliminaire avec le comité d'Achgabat, le groupe qui contrôle le Gouvernement transcaspien anti-bolchevik. La première action militaire a eu lieu lorsqu’un détachement de mitrailleuses a été envoyé de l’autre côté de la frontière indienne pour aider les forces transcaspiennes contre les bolcheviks. Le détachement d’artilleurs indiens, dirigé par un officier britannique, assista certaines unités locales dans une bataille contre les bolcheviks du Soviet de Tachkent (en). Les unités locales étaient plus nombreuses, désorganisées et presque vaincues. Cependant, les deux équipes de mitrailleuses indiennes ont fait 350 victimes et ont empêché une déroute (en) totale des Transcaspiens.
Malleson a eu d’autres contacts avec le comité d'Achgabat. Ils avaient hâte d’obtenir du financement et du soutien de la part des Britanniques, car ils n’avaient ni économie ni méthode pour recueillir des fonds. Deux colonels britanniques avaient fait affaire avec un autre groupe, l'Union du Turkestan, un groupe obscur qui obtenait de l’argent des Britanniques, mais dont la motivation et le niveau de soutien n’étaient pas clairs. Le groupe et l’argent n’ont jamais été revus. 
Le 12 août 1918, Malleson a fait traverser la frontière à ses 500 hommes du 19e Régiment pendjabi. Là, ils se joignirent à la force locale de 1 000 Transcaspiens, que les Britanniques considéraient comme des troupes de piètre qualité. Ils étaient commandés par un chef turkmène, Oraz Sirdar. La force bolchevique, composée d’une bonne proportion d’ex-prisonniers de guerre autrichiens, attaqua la force transcaspienne britannique, mais fut repoussée. Il y a eu d’autres affrontements à Kaka (en) le 28 août, et les 11 et 18 septembre, qui se sont soldés par un succès mineur pour les Britanniques, encourageant le commandement transcaspien et britannique à Mechhed. Malleson reçut alors quelques renforts avec l’arrivée de la 28e cavalerie légère (en) en provenance de Perse.
À ce moment-là, Malleson, contre la volonté du gouvernement indien, décida d’aller plus loin dans la Transcaspienne et d’attaquer les bolcheviks. Les forces combinées terminèrent une double marche nocturne et engagèrent et battirent les bolcheviks à la bataille de Dushak (en), le 14 octobre. Les forces britanniques/transcapsiennes essuient 60 morts et 180 blessés en infligeant 1 000 victimes aux bolcheviks. Les forces anglo-indiennes ont mené la majeure partie des combats aux côtés des forces transcaspiennes en grande partie peu fiables. Une charge à la baïonnette de l’infanterie pendjabi, ainsi qu’une attaque de la 28e cavalerie, ont finalement chassé les forces bolcheviques. Les forces transcaspiennes se retirèrent au niveau de Kaka, tandis que les forces bolcheviques se retiraient avec leurs trains à Dushak, puis plus loin à Merv. Les Britanniques ont occupé Tejen le 20 octobre. La force transcaspienne a ensuite occupé Merv.
Des trains blindés étaient présents lors des batailles, les Transcaspiens en ayant deux, les bolcheviks trois. Les routes n’étaient pas praticables et les véhicules n’avaient pas la portée nécessaire. Des trains blindés, armés de canons, servaient donc au transport et à l’attaque.
Cependant, avec la fin de la Première Guerre mondiale le 11 novembre, l’une des principales raisons de la mission, la menace des Allemands et des Turcs, n’existait plus. Malleson, cependant se sentait toujours obligé d’aider le Comité.
Dick Ellis (en) a servi comme officier au sein de la mission Malleson, après avoir pris sa retraite, il écrivit son rapport intitulé L’épisode transcaspien.

## Démission du comité
À la fin de l'année 1918, le comité d'Achgabat commença à perdre le contrôle de la capitale et sollicita alors l'aide de la Grande-Bretagne. Cependant, Malleson ne fourni pas au comité les fonds promis à temps. Il y eut alors une rébellion générale dans la capitale et le comité d'Achgabat dû démissionné. Le 1er janvier 1919, un nouveau comité de sécurité publique fut créé pour régir la Transcaspienne, composée de cinq personnes largement choisies par Reginald Teague-Jones (en). Il nomma deux Turkmènes à l'intérieur du nouveau comité, qui devint plus poreux à l'influence britannique. 
Les forces russes blanches, de l'armée sud-russe méridionale du général Anton Dénikine, ont commencé à rejoindre l'armée transcaspienne par petits groupes. Le gouvernement transcaspien est rapidement devenu lié aux forces de la Russie blanche. Dénikine finit par avoir davantage de contrôle sur la force au fur et à mesure que ses troupes se battaient à leurs côtés. Le 22 janvier 1919, l'armée du Turkestan blanc fut finalement créée.

## Retraite britannique
Malleson avait passé un certain temps à planifier la façon d'organiser le retrait des forces britanniques, ce qui s’avéra être une tâche complexe. Il avait prévenu le comité de manière confidentielle qu'il se retirait; ils avaient décider de ne rien dire à la population, de peur que cela ne provoque la panique. Le comité lui-même était alarmé par cette nouvelle, bien qu'il se soit efforcé de collaborer avec Dénikine et les Russes blancs. En effet, avec la participation de Dénikine aux opérations en Transcaspienne, ils avaient désormais un nouveau parrain. Afin de se retirer en toute sécurité, Malleson répandit la rumeur selon laquelle le retrait était une feinte pour une attaque indirecte. Les bolcheviks ont été dupés par la ruse et ont répondu à la rumeur en renforçant leurs positions plutôt qu'en poursuivant les forces britanniques qui se retiraient. À ce stade, les forces britanniques, au nombre de 950, ont commencé leur retrait au début du mois de mars. Ils étaient tous partis à la mi-avril 1919. Cependant, avec le départ des Britanniques, les bolcheviks lancèrent de nouvelles offensives, repoussant peu à peu les forces transcaspiennes, qui furent définitivement défaites fin-janvier début-février 1920. La région retomba alors dans son intégralité sous le contrôle du Soviet de Tachkent (en). 